# Квадрупл-дабл
Квадрупл-дабл (англ. Quadruple-double) — так у баскетболі називають досягнення гравця, що має за гру двозначний загальний результат в чотирьох з основних статистичних показників. Основні статистичні показники — очки, підбирання, результативні передачі, перехоплення, блокшоти. 
В НБА квадрупл-дабли були неможливими до сезону 1973/74, оскільки саме тоді почали вести статистику перехоплень та блокшотів. Тому визначні гравці, які виступали до цього, могли мати у своєму активі квадрупл-дабли, котрі не зафіксовані офіційною статистикою. За всю історію НБА було офіційно зафіксовано лише 4 квадрупл-дабли, ще 8 разів до квадрупл-дабла не вистачало зовсім трохи — гравець закінчував матч з трипл-даблом та результатом у 9 з 10 необхідних у котромусь з інших двох показників.